# Rentropshöhle
Die Rentropshöhle ist eine Karsthöhle im Tal der Ennepe in Milspe. Sie besitzt eine Gesamtlänge von 1.312 m. Sie liegt auf dem linken Ufer der Ennepe unter dem Grundstück des Eisengußfabrikanten Rudolf Rentrop und erhielt daher diesen Namen. Sie wird vom Arbeitskreis Kluterthöhle betreut.